# زاكاري ستيفنز
زاكاري ستيفنز (بالإنجليزية: Zachary Stevens)‏ هو مغني أمريكي، ولد في 5 مارس 1966 في تامبا في الولايات المتحدة.

## وصلات خارجية
- زاكاري ستيفنز على موقع IMDb (الإنجليزية)
- زاكاري ستيفنز على موقع ميوزك برينز (الإنجليزية)
- زاكاري ستيفنز على موقع ديسكوغز (الإنجليزية)